# ند وینسنت
ند وینسنت (انگلیسی: Ned Vincent; ۳ مارس ۱۹۰۹ – ۱۹۸۰ (۷۰−۷۱ سال)) بازیکن فوتبال بود.
از باشگاه‌هایی که در آن بازی کرده‌است می‌توان به باشگاه فوتبال استوک‌پورت کانتی و باشگاه فوتبال گریمزبی تاون اشاره کرد.